# Sport-Tiedje
Sport-Tiedje GmbH med hovedsæde i Slesvig er Europas største fagforhandler med netbutik, som forhandler træningsmaskiner og træningsudstyr til hjemmebrug, med 66 butikker i Tyskland, Østrig, Schweiz, Belgien, Danmark, Storbritannien og Nederlandene.
Firmaet drives og ledes af indehaveren. 100% af andelene indehaves af medgrundlæggeren Christian Grau, som overtog navnegiveren Ulrich Tiedjes andele fuldstændigt i 2011, hvor han trådte ud af firmaet. I forretningsåret 2015 indtjente Sport-Tiedje Group en omsætning på over 97 millioner euro. Sport-Tiedje beskæftiger omkring 500 ansatte (november 2016).

## Historie
Sport-Tiedje blev etableret i 1984 af den tidligere bordtennisbundesligaspiller Ulrich Tiedje (*20. januar 1957;†18. november 2015) som stationær sportsforretning i Slesvig. I 1996 startede Christian Grau i firmaet og siden 1999 tilbydes sortimentet også på internettet. De følgende år har forretningen prioriteret salget af motions- og træningsredskaber med tilbehør til hjemmebrug.
2001 grundlagde Ulrich Tiedje og Christian Grau som ligeberettigede kompagnoner Sport-Tiedje GmbH. Udover forskellig sprogede onlineshops har Sport-Tiedje siden 2003 åbnet yderligere butikker i Europa.
Grundlæggeren af firmaet, Ulrich Tiedje trådte ud af firmaet i 2011 og hans andele blev overtaget af Christian Grau.
Da butikkerne i Bruxelles og Amsterdam åbnede i sommeren 2013 indførte Sport-Tiedje logoet T-Fitness. Den europæiske ekspansion vil for fremtiden ske under flaget T-Fitness. 17 måneder efter at den første butik blev åbnet i Amsterdam har Sport-Tiedje i 2015 fortsat ekspansionen i Nederlandene med overtagelse af fitness kæden OZI Sport BV med fire butikker.I slutningen af 2015 har Sport-Tiedje fortsat sin ekpansionskurs i Europa og overtaget Powerhouse Fitness (Laidir Leisure Ltd. Glasgow) den andenstørste udbyder af motionsredskaber til hjemmebrug og fitness equipment i Storbritannien .

## Beliggenheder
Sport-Tiedje driver 30 fitness-butikker i Berlin, Bielefeld, Bremen, Dortmund, Düsseldorf, Essen, Frankfurt, Freiburg, Hamburg, Hannover, Karlsruhe, Kassel, Köln, Leipzig, Linz, Mannheim, München, Nürnberg, Slesvig, Stuttgart,Wiesbaden og udenfor Tysklands grænser Amsterdam,Aberdeen, Bodegraven, Brüssel, Bern, Den Haag, Edinburgh, Glasgow, Graz, København, Leeds, Linz, London, Newcastle, Nottingham, Rossendaal, Rotterdam, Wien og Zürich. Derudover har Sport-Tiedje et støttepunkt i Taiwan, som udfører kvalitetsmanagement og fungerer som kompetancecentrum for egne mærker.
Sport-Tiedjes hovedkontor befinder sig ca. 30 km syd for den dansk-tyske grænse i Slesvig, mens returværkstedet og et 14.000 m² stort lager ligger i den nærliggende by Büdelsdorf. Derfra afvikles og styres den internationale logistik.

## Sortiment og service
Det direkte salg til forbrugere er den vigtigste del af Sport-Tiedjes forretning. Der forhandles bl.a. motions- og træningsredskaber, sportsernæring samt outdoor legeredskaber delvist eksklusivt. Udover diverse fremmede mærker fører Sport-Tiedje også egne mærker.
Desuden ekspanderer Sport-Tiedje salget af professionelle redskaber til firmaer. Virksomheder og offentlige institutioner vejledes om planlægning og indretning af motionsrum.